# Francisco María de Paula Téllez-Girón y Benavides
Francisco María de Paula Téllez-Girón y Benavides (Madrid, 11 de marzo de 1678-París, 3 de abril de 1716), noble y miltar español que fue VI duque de Osuna, VI marqués de Peñafiel y X conde de Ureña.

## Biografía
Nació en Madrid el 11 de marzo de 1678 y fue bautizado el día 19 del mismo mes en la capilla del Palacio de Uceda por mano de Diego de Cepeda y Castro, cura propio en la misma, teniendo por padrino a su cuñado Juan Francisco Pacheco Téllez-Girón, duque de Uceda. Era hijo segundo de Gaspar Téllez-Girón, V duque de Osuna, y su segunda esposa, Ana Antonia de Benavides Carrillo y Toledo, marquesa de Caracena y condesa de Pinto. A la muerte de su padre, en 1694, se convirtió en VI duque de Osuna, VI marqués de Peñafiel y X conde de Ureña y heredó, además, los cargos de camarero mayor del rey y notario mayor del reino de Castilla.
Fue caballero de la Orden de Calatrava desde el 14 de septiembre de 1694, dignidad de clavero mayor de la misma orden, comendador de Usagre en la de Santiago, maestre general de los Reales Ejércitos y gentilhombre de cámara con ejercicio del rey Carlos II. El 12 de diciembre de 1700, en Amboise (Francia), hizo las reverencias correspondientes al nuevo soberano, Felipe V. También lo acompañó a Versalles, donde el día 17 ofreció sus homenajes al monarca francés, al delfín y a las duquesas de Borgoña y Orléans. El día 24 de diciembre pudo volverse junto a Felipe y permanecer junto a él todo el viaje hasta Madrid. Allí, como grande de España, le prestó juramento en las Cortes el 8 de mayo de 1701. Luego salió en su compañía el 5 de septiembre para Zaragoza y lo acompañó en toda la jornada de Cataluña y durante su viaje por Italia, desde el 8 de abril de 1702, como primer gentilhombre de su cámara. El 6 de abril fue uno de los testigos que autorizó el decreto de nombramiento de la reina como lugarteniente y gobernadora general de Aragón.
El 12 de julio de 1704, siendo ya coronel de dragones, el monarca lo nombró capitán de la primera compañía española de Guardias de Corps.  Estuvo presente en el sitio de Gibraltar (octubre de 1704-abril de 1705). Siguiendo órdenes reales, en el marco de la guerra sucesoria, el 22 de agosto de 1706 partió de Toledo escoltando a la reina Mariana de Neoburgo, viuda de Carlos II, hasta la ciudad de Bayona, en la frontera francesa. En 1707 fue designado capitán general de las Costas del Mar Océano y lugarteniente general de los reinos de Andalucía. Durante este período consiguió la formación del regimiento de milicias de Carmona (con aportaciones de Marchena, Paradas y Estepa) y levantó a su costa, el 3 de abril de 1707, un regimiento de dragones cuyo mando entregó a Diego González. Dada la ofensiva portuguesa de julio de 1708 sobre Puebla de Guzmán y Niebla, en agosto ordenó un acopiamiento de granos de los lugares más cercanos a Sevilla, para mantener sus tropas y auxiliar las de Cádiz en caso de urgencia, aunque se encontró con la oposición del cabildo municipal y del catedralicio.
A fines de 1711, el rey lo eligió embajador extraordinario y primer plenipotenciario para el congreso de Utrecht, adonde pasó en 1713, y recibió instrucciones secretas el 28 de diciembre de 1711. Acompañado del conde de Berwick y el marqués de Monteleón, firmó el tratado de Utrecht el 13 de julio de 1713 y, asimismo, las paces entre España y Portugal el 16 de febrero de 1715, siendo al mismo tiempo capitán general de los Reales Ejércitos. José Antonio Álvarez Baena lo cita entre los hijos ilustres de Madrid.
El duque falleció en París, en el pequeño Hotel d'Entragues rue de Condé, el viernes 3 de abril de 1716, con solo 38 años. El día anterior había dado sus poderes para testar al príncipe de Cellamare, embajador español en Francia, consejero de Estado y caballerizo mayor de la reina, y a Diego Fernández Piñeiro, consejero y secretario del rey, y nombró por testamentarios en España a su esposa, a su hermano segundo José Téllez-Girón y a Juan Antonio Gutiérrez de Armijo, gobernador del ducado de Osuna, y en París a Félix Cornejo y a Manuel de Zamora, consejeros y secretarios reales. Mandó que sus restos fuesen depositados en la parroquia del Santo Sepulcro de París y luego trasladados definitivamente al panteón de su familia en Osuna, lo cual no ha llegado a realizarse. Tal como había dispuesto, el 29 de abril de 1716 el príncipe de Cellamare y Diego Fernández Piñeiro otorgaron el testamento a nombre del duque difunto.

## Matrimonio y descendencia
Casó el 6 de marzo de 1695, en el Palacio del Condestable de Castilla (Madrid), con María del Pilar y del Rosario Remigia Fernández de Velasco, que era hija única del condestable Íñigo Melchor Fernández de Velasco, VII duque de Frías etc., y su segunda esposa María Teresa de Benavides Dávila y Corella, duquesa de Segorbe y de Cardona. Las capitulaciones para este enlace se hicieron en Madrid el 9 de febrero de 1695, ante Andrés de Caltañazor, entre los padres de la novia y el mismo duque de Osuna y su madre, y la pareja recibió las bendiciones nupciales del célebre cardenal Luis Fernández Portocarrero.
María Remigia, como se la llamó comúnmente, fue VII marquesa de Berlanga y de Toral. Hizo testamento en Madrid el 30 de noviembre de 1734, ante el escribano Manuel de Merlo, y falleció ese mismo día en su palacio de la calle de Piamonte. Fue enterrada el 1 de diciembre siguiente en el Real Monasterio de Nuestra Señora de Atocha.
El matrimonio no produjo sucesión masculina que continuara la casa de Osuna, pero sí dos hijas, que fueron:
- María Lucía Dominga de la Concepción Téllez-Girón y Fernández de Velasco, nacida el 13 de diciembre de 1698 y fallecida en 1759, que fue VIII marquesa de Frómista, VI marquesa de Caracena, VI condesa de Pinto, mariscala de Castilla y, desde 1734, VIII marquesa de Berlanga, VIII marquesa de Toral, señora de la casa de los Guzmanes, de los de Tovar, señora de Osma, de los diez lugares del Valle de Curueño etc., y casó en 1727 con Francisco Xavier Juan Pacheco Téllez-Girón Gómez de Sandoval, VI duque de Uceda, marqués de Belmonte y de Menas Albas etc.[10]
- María Ignacia Dominga de San Gabriel Téllez-Girón y Fernández de Velasco, nacida el 31 de julio de 1701 y casada el 13 de noviembre de 1733 con José Francisco Fernández de Castro y Azlor, marqués de Castropinós.[11]

La falta de sucesión masculina originó un pleito por la titularidad de la casa Osuna entre su hija María Domínguez Téllez Girón y Velasco y su hermano José María Téllez-Girón y Benavides, resuelto a favor de este último en mayo de 1720.